# Eckhard Sauerbaum

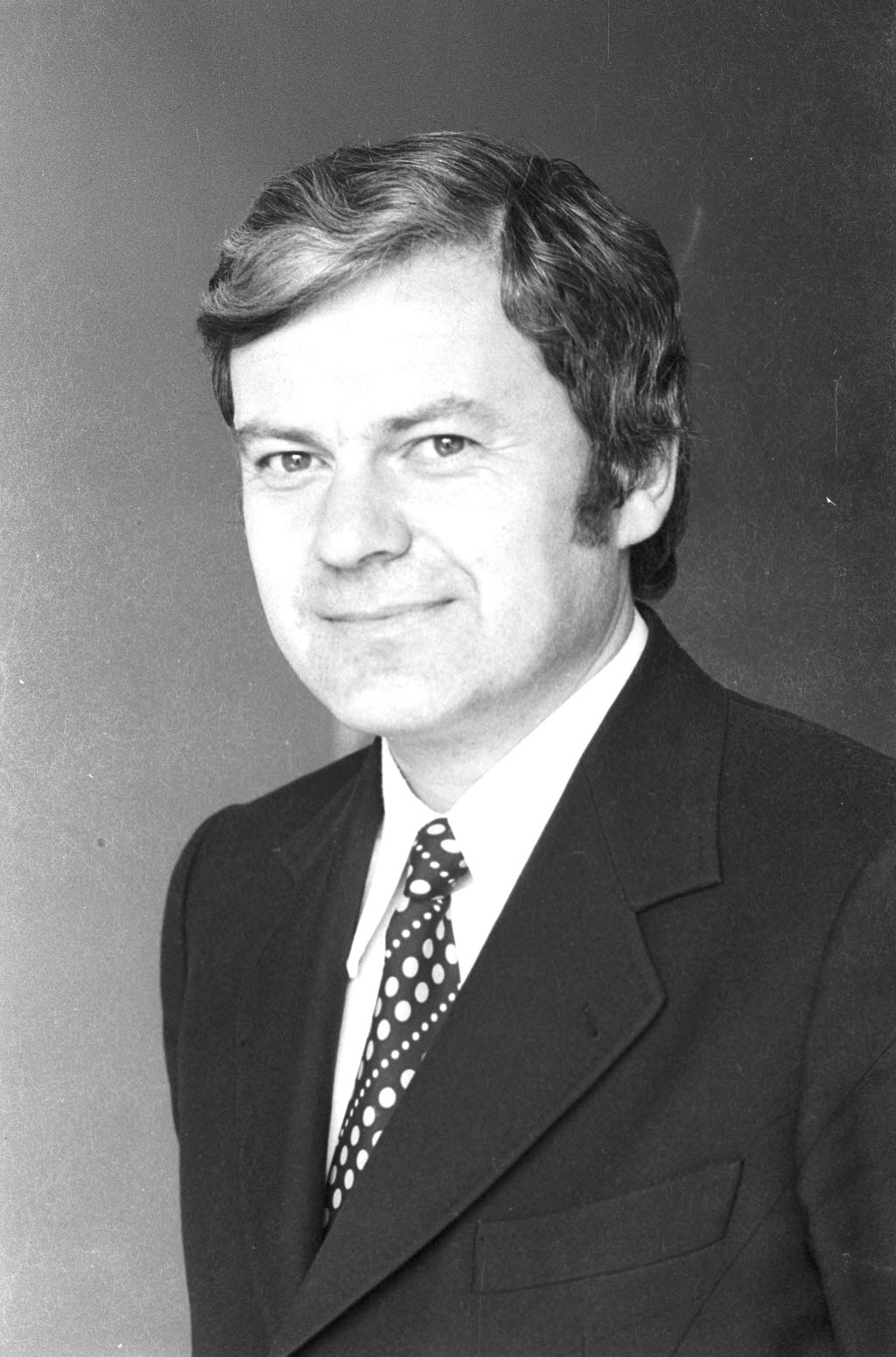
Eckhard Sauerbaum

Eckhard Wilhelm Johannes Sauerbaum (* 23. April 1938 in Königsberg) ist ein deutscher Rechtsanwalt und Notar. Er engagierte sich in der Kieler Kommunalpolitik.

## Leben
Eckhard Sauerbaum wurde im Frühjahr 1944 eingeschult. Nach Luftangriffen auf Königsberg im August 1944 wurde das großväterliche Wohnhaus zerstört, in dem die Familie lebte und sie wurde nach Kranz in eine sporadisch nutzbare Unterkunft verlegt. Die Flucht und Vertreibung Deutscher aus Mittel- und Osteuropa 1945–1950 verschlug Sauerbaums Familie nach Ulsnis und Schleswig, wo er sein Abitur an der Domschule machte. Sauerbaum studierte an der Philipps-Universität Marburg, der Freien Universität Berlin und der Christian-Albrechts-Universität zu Kiel Rechtswissenschaft. Nach den beiden Examen ließ er sich in Kiel als Rechtsanwalt und Notar nieder. In der Kommunalpolitik engagierte er sich für die CDU Schleswig-Holstein. In die Kieler Ratsversammlung wurde er 1966 als bürgerliches Mitglied und 1970 als Ratsherr gewählt. Von 1978 bis 1982 war er auch Fraktionsvorsitzender und ehrenamtlicher Stadtrat. 1974 bis 1978 und 1982 bis  1985 war er ehrenamtlicher Stadtpräsident. Sieben Jahre lang nahm er die Aufgabe als Vorsitzender des Schleswig-Holsteinischen Städtetags im Ehrenamt wahr. Er schied 1985 aus seiner Kanzlei aus und wurde kaufmännischer Geschäftsführer der Versorgung und Verkehr Kiel GmbH (VVK), Vorstand der Stadtwerke Kiel, der Kieler Verkehrsgesellschaft (KVAG), der Schlepp- und Fährgesellschaft Kiel (SFK) und der Müllheizkraftwerk Kiel GmbH. Mit Oberbürgermeister Norbert Gansel sorgte er für ökologische Orientierung und wettbewerbsfähige Strukturen der Kommunalunternehmen.

## Auszeichnungen
- 1979: Bundesverdienstkreuz am Bande
- 1982: Freiherr-vom-Stein-Medaille
- 1985: Bundesverdienstkreuz 1. Klasse
- 1999: Ehrenurkunde des Umweltpreises von  Kaliningrad (Königsberg)